# Võ Văn Thưởng

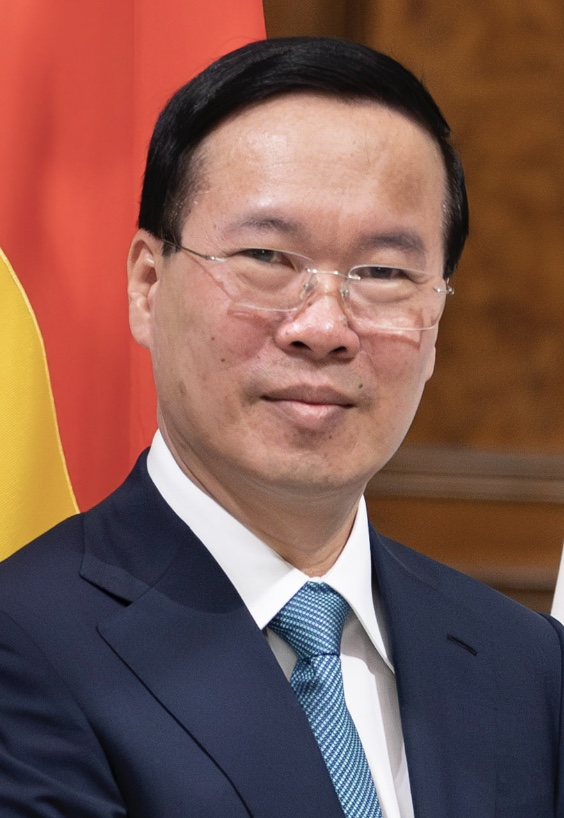
Võ Văn Thưởng (2023)

Võ Văn Thưởng (* 13. Dezember 1970 in der Provinz Hải Dương) ist ein vietnamesischer Politiker, der vom 2. März 2023 bis 21. März 2024 das Amt des vietnamesischen Präsidenten bekleidete. Er war die jüngste Person in diesem Amt seit der Wiedervereinigung des Landes im Jahr 1976. Als Staatsoberhaupt war er damit die zweithöchste Person in der Parteihierarchie der Kommunistischen Partei Vietnams (KPV) hinter Nguyễn Phú Trọng, dem KPV-Generalsekretär und De-facto-Staatschef. Võ galt als enger Verbündeter von Nguyễn, da er im Rahmen der von ihm angeführten Anti-Korruptionskampagne aufgestiegen war und als dessen Nachfolger gehandelt wurde.

## Laufbahn

### Jugend und Ausbildung
Võ Văn Thưởng wurde am 13. Dezember 1970 in der Provinz Hải Dương in der damaligen Demokratischen Republik Vietnam (Nordvietnam) geboren. Seine Familie hatte den Süden des Landes während des Vietnamkriegs verlassen. 1988 schloss er sein Studium der marxistisch-leninistischen Philosophie an der Philosophischen Fakultät der Vietnamesischen Nationaluniversität Ho-Chi-Minh-Stadt ab. Im Jahr 1992 schloss er sein Studium mit einem Bachelor in Marxismus-Leninismus ab. Danach studierte er Philosophie an der Universität für Sozial- und Geisteswissenschaften der Vietnamesischen Nationaluniversität in Hanoi und schloss 1999 mit dem Master ab. Außerdem besuchte er nach seinem Parteieintritt Kurse an der Ho-Chi-Minh-Akademie für Politik und erwarb einen Abschluss in politischer Theorie.

### Politische Karriere
Nach ersten politischen Funktionen in seiner Universitätszeit wurde er am 18. November 1993 in die Kommunistische Partei aufgenommen und am 18. November 1994 offizielles Mitglied. Als Mitglied der Jugendliga der Kommunistischen Partei machte er in der Lokalpolitik Karriere und wurde Abgeordneter im Volksrat von Ho-Chi-Minh-Stadt (1999–2004) und der Provinz Vĩnh Long (2007–2011) und war gleichzeitig auch Generalsekretär der Jugendliga der KPV. Nach einer Zeit in hohen Parteipositionen in Ho-Chi-Minh-Stadt wurde er am 26. Januar 2016 auf dem 12. nationalen Parteitag zum Mitglied des nationalen Zentralkomitees der KPV gewählt, des höchsten Entscheidungsgremiums der Partei. Am 27. Januar wurde er im Alter von 46 Jahren vom Zentralkomitee als dessen jüngstes Mitglied in das Politbüro gewählt. Er wurde zudem bald darauf zum Leiter der Propagandaabteilung der Partei befördert und Abgeordneter der 15. Nationalversammlung.
Am 2. März 2023 wählte die Nationalversammlung Võ Văn Thưởng zum neuen Präsidenten Vietnams. Er löste den wegen Korruptionsskandalen zurückgetretenen Nguyễn Xuân Phúc ab. In seiner ersten Amtsansprache versprach er, die verbreitete Korruption im Land bekämpfen zu wollen. Ein Jahr später sah sich Võ Văn Thưởng selbst mit Korruptionsvorwürfen konfrontiert. Am 21. März 2024 trat er vom Präsidentenamt zurück, nachdem das Zentralkomitee der KPV einen Tag zuvor eine entsprechende Entscheidung getroffen hatte. Der Rücktritt wurde durch die Nationalversammlung gutgeheißen. Das Präsidentenamt übernahm Tô Lâm. Berichten zufolge soll sich der Korruptionsfall zwischen 2011 und 2014 ereignet haben.